# 22739 Sikhote-Alin
22739 Sikhote-Alin è un asteroide della fascia principale. Scoperto nel 1998, presenta un'orbita caratterizzata da un semiasse maggiore pari a 2,9202418 UA e da un'eccentricità di 0,0633825, inclinata di 2,24906° rispetto all'eclittica.